# Hippophágok

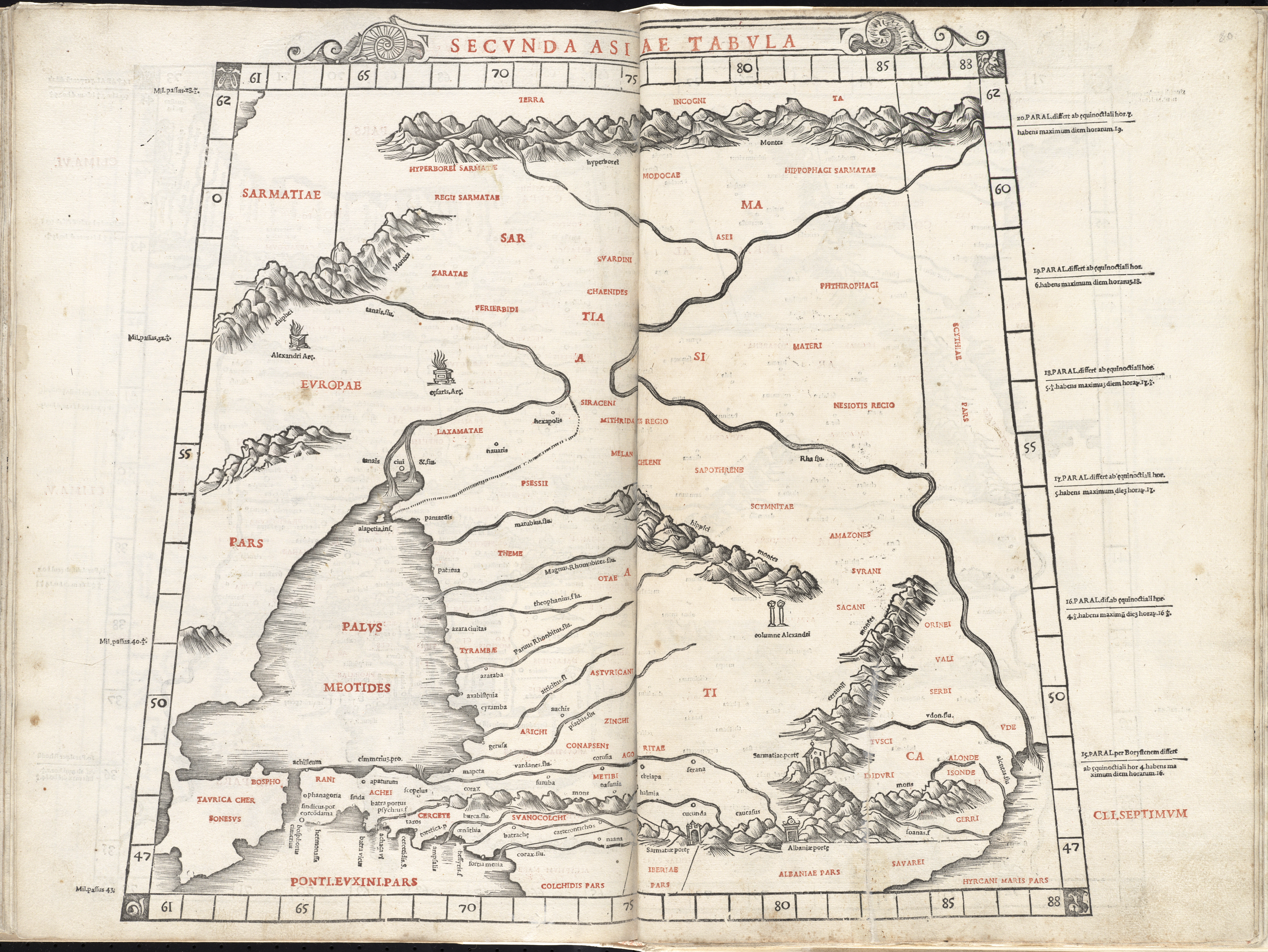
Ázsia Szarmataország térképe

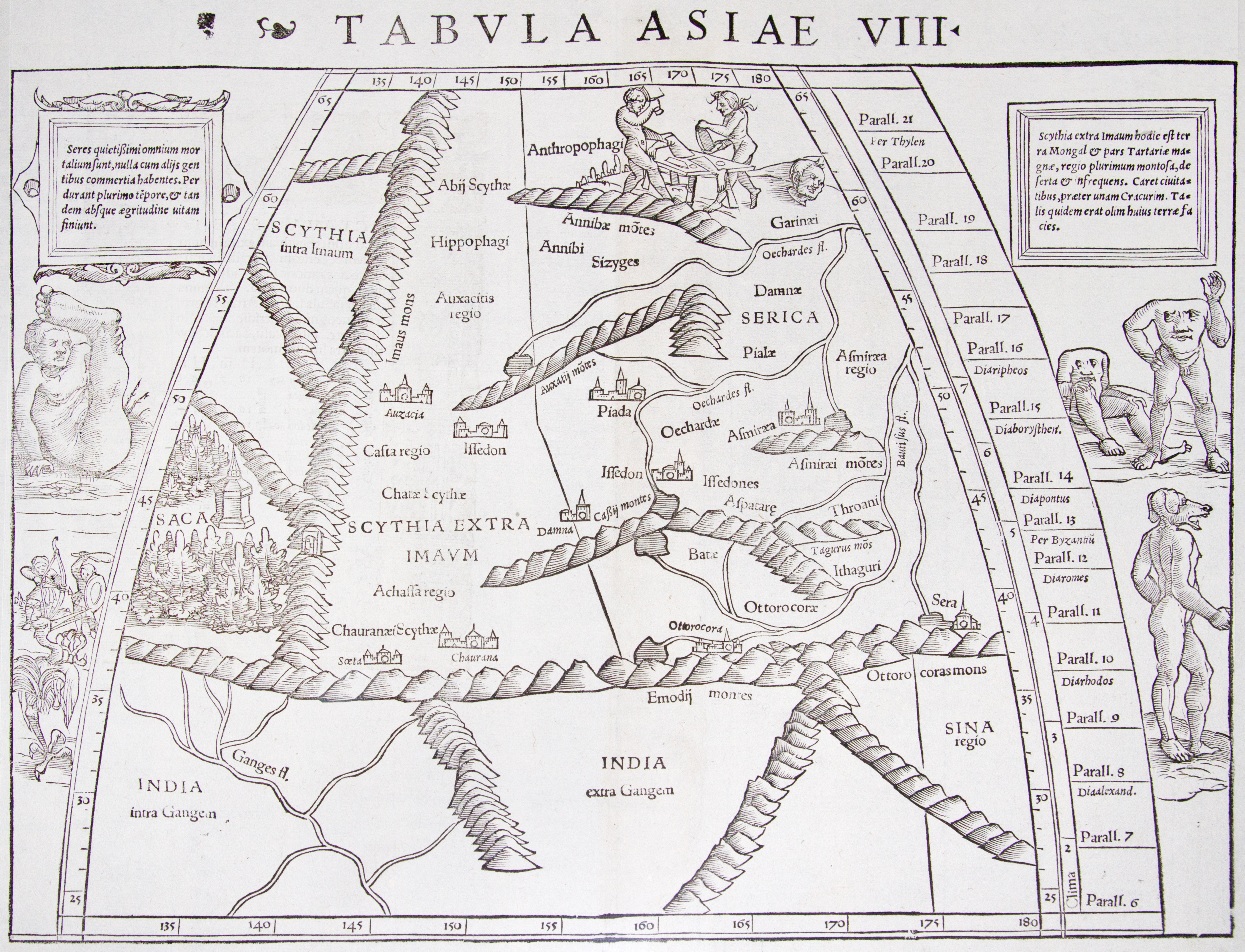
Ázsia Szkítaország térképe

A hippophágoi (ἱπποφάγοι) kifejezés – jelentése lóevők – alighanem költött név. Ptolemaiosz három különböző népet – Hippophágoi Szarmatai (szarmata lóevők: Ιπποφαγοι Σαρμαται), Hippophágoi (lóevők: Ιπποφαγοι) és Hippophágoi Szküthai (szkíta lóevők: Ιπποφαγοι Σκυθαι) – jelöl ilyen címmel. Kettő a nevezettek közül alighanem szkíta nemzetség. Magukat nyilván nem lóevő névvel illették, s ebből következően, további adatok híján, azonosításuk lehetetlennek tűnik.
A Hippophágoi Szarmatai megnevezés Sarmatia Asiatica térképén, a Volga vidékén szerepel. (Az ókorban Európa és Ázsia határát a Don folyó jelölte ki.) Valószínűleg nem a szauromatákra – a királyi szkíták által a Don (Tanaisz: Ταναις) mellékére telepített madai (méd) népre – vonatkozik, hanem a szarmatának címzett alánokra, az alán szövetség részeseire, pontosabban valamelyik csoportjukra.
A jelző nélküli Hippophágoi bejegyzés az egykori Persis tartomány (nagyjából a mai Fársz) területén lakó népre hivatkozik.
A Hippophágoi Szküthai névvel illetett csoportot az Imaosz (Himalája) hegységen túli Szkítaország északi pereménél találjuk, az Altaj vidékén, az abioi szkíták szomszédságában.